# در بادیه و بیابان (فیلم ۲۰۰۱)
در بادیه و بیابان (انگلیسی: W pustyni i w puszczy) فیلمی لهستانی به کارگردانی گوین هود است که در سال ۲۰۰۱ منتشر شد. این فیلم بر پایهٔ رمانی به همین نام اثر هنریک سینکیه‌ویچ ساخته شد و داستان دو کودک به نام‌های «استاش تارکوفسکی» و «نل رالیسون» است که در جریان شورش محمد احمد المهدی در سودان توسط شورشیان ربوده شده‌اند.

## گزیدهٔ بازیگران
- کارولینا ساوکا
- آدام فیدوشیویچ
- آرتور ژمیفسکی
- آندژی استژلتسکی
- لطفی دزیری
- کشیشتف کوالفسکی
- کشیشتف کلبرگر
- هشام رستم در نقش محمد احمد المهدی
- آگنیشکا پیلاشفسکا
- کنراد ایمیلا
- پشمیسواف سادوفسکی
- احمد حفیان